# Zoológico de Bagdad
El Zoológico de Bagdad es un zoológico de 81 hectáreas, originalmente inaugurado en 1971 y ubicado en Bagdad, Irak, en la zona de los Jardines al-Zawraa junto con el Parque de Atracciones Zawraa y la Torre Zawraa. Antes de la invasión de Irak en 2003, el zoológico albergaba a 650 animales. Después de haber sido diezmada durante la invasión de Irak de 2003, cuando solo sobrevivieron alrededor de 35 animales, el zoológico fue reabierto en 2003 y ahora alberga a unos 1070 animales.

## Historia

### Primeros años
El Zoológico de Bagdad fue construido en 1971 bajo el mandato de Ahmed Hassan al-Bakr.
Las instalaciones eran insuficientes, con la reclusión en pequeños espacios considerados inhumanos. Después de la primera Guerra del Golfo, los zoológicos de Irak sufrieron las sanciones de las Naciones Unidas, que limitaban determinados alimentos, medicinas y vacunas.
Saddam Hussein cerró el zoológico en la primavera de 2002 para realizar renovaciones, pero en vez de aquello la convirtió en una cuasi-base militar a raíz de las amenazas de Estados Unidos de una posible invasión.

### La invasión de 2003
El zoológico fue destruido durante la invasión de Irak de 2003. Por su propia seguridad, los empleados del parque suspendieron la alimentación de los animales a principios de abril de 2003, cuando las tropas de fedayines tomaron posiciones defensivas alrededor del zoológico mientras las fuerzas de Estados Unidos dieron inicio a la batalla de Bagdad. De los 650 a 700 animales que había originalmente en el Zoológico de Bagdad solo 35 habían sobrevivido al octavo día de la invasión, y estos tendieron a ser algunos de los animales más grandes.
Durante la ausencia del personal y funcionarios del zoológico, el recinto sufrió un intenso saqueo. Las jaulas fueron abiertas por ladrones que liberaron o robaron cientos de animales y aves. El personal del zoológico afirma que la mayoría de las aves y animales de caza fueron tomados para alimentarse dada la escasez de alimentos antes de la guerra en Bagdad, y que se vio exacerbada durante la invasión.
Muchos animales fueron encontrados vagando en el zoológico. Los animales que sobrevivieron se encontraban en estado crítico, muertos de sed y de hambre en sus jaulas, incluyendo a Mandor, un tigre siberiano de 20 años de edad, que era propiedad personal de Uday Hussein, y Saida, un oso pardo ciego.
Varios leones escaparon del zoológico abandonado y fueron rodeados por soldados estadounidenses en vehículos blindados de combate. Tres que no volvieron a sus jaulas fueron fusilados por los soldados.

### Reconstrucción
A mediados de abril de 2003 el conservacionista sudafricano Anthony Lawrence, de la Reserva de Caza Thula Thula en Zululandia, viajó en un coche de alquiler con dos asistentes desde Kuwait para llevar alivio al zoológico de Bagdad, siendo los primeros civiles en poder entrar a Irak tras la invasión. El trabajo con los directores del Zoológico de Bagdad, Dr. Adel Salman Musa y Dr. Husam Mohamed Hussan, y un reducido número de personal que regresó a sus funciones, estaba destinado a cuidar y alimentar a los animales que quedaban vivos, restaurar las normas básicas de higiene, y estabilizar la situación. El viaje de Anthony al zoológico fue retrasado por cuestiones de seguridad y burocracia en medio del caos de la guerra, y llegó al zoológico 8 días después de que comenzó la invasión para rescatar a los animales supervivientes.
El capitán del ejército de Estados Unidos, William Sumner, de la 354a Brigada de Asuntos Civiles, era el oficial militar a cargo del zoológico y se unió al equipo para mejorar la seguridad y detener la ola de saqueos. Él nombró a Anthony como administrador provisional del zoológico, y se mantuvo a cargo del recinto durante 14 meses. Sumner partió con su brigada en marzo de 2004. El veterano iraquí Farah Murrani se unió al esfuerzo de rescate con Brendan Whittington-Jones, de la reserva de caza Thula Thula. En varias ocasiones se les unieron otras organizaciones conservacionistas como WildAid y IFAW.
El zoológico y el parque que lo rodea fueron reabiertos al público el 20 de julio de 2003, luego de las mejoras y renovaciones realizadas por ingenieros del ejército de Estados Unidos, y contaba con 86 animales, incluyendo los 19 leones sobrevivientes. La mayoría de estos animales fueron rescatados de los zoológicos privados ubicados en los palacios de la familia Hussein y otros zoos privados en las cercanías de Bagdad durante el conflicto en curso, e incluían leones, tigres, osos pardos, lobos, zorros, chacales, camellos, avestruces, tejones, y algunos primates.
Whittington-Jones y Murrani permanecieron en el zoológico por un año, durante el cual también encontraron hogar en los Estados Unidos para más de 30 perros callejeros de Bagdad.
En 2009, tres jabalíes del zoológico fueron sacrificados debido a los temores de que podrían estar infectados con el virus de la gripe A (H1N1) (gripe porcina).

### Recuperación del zoológico

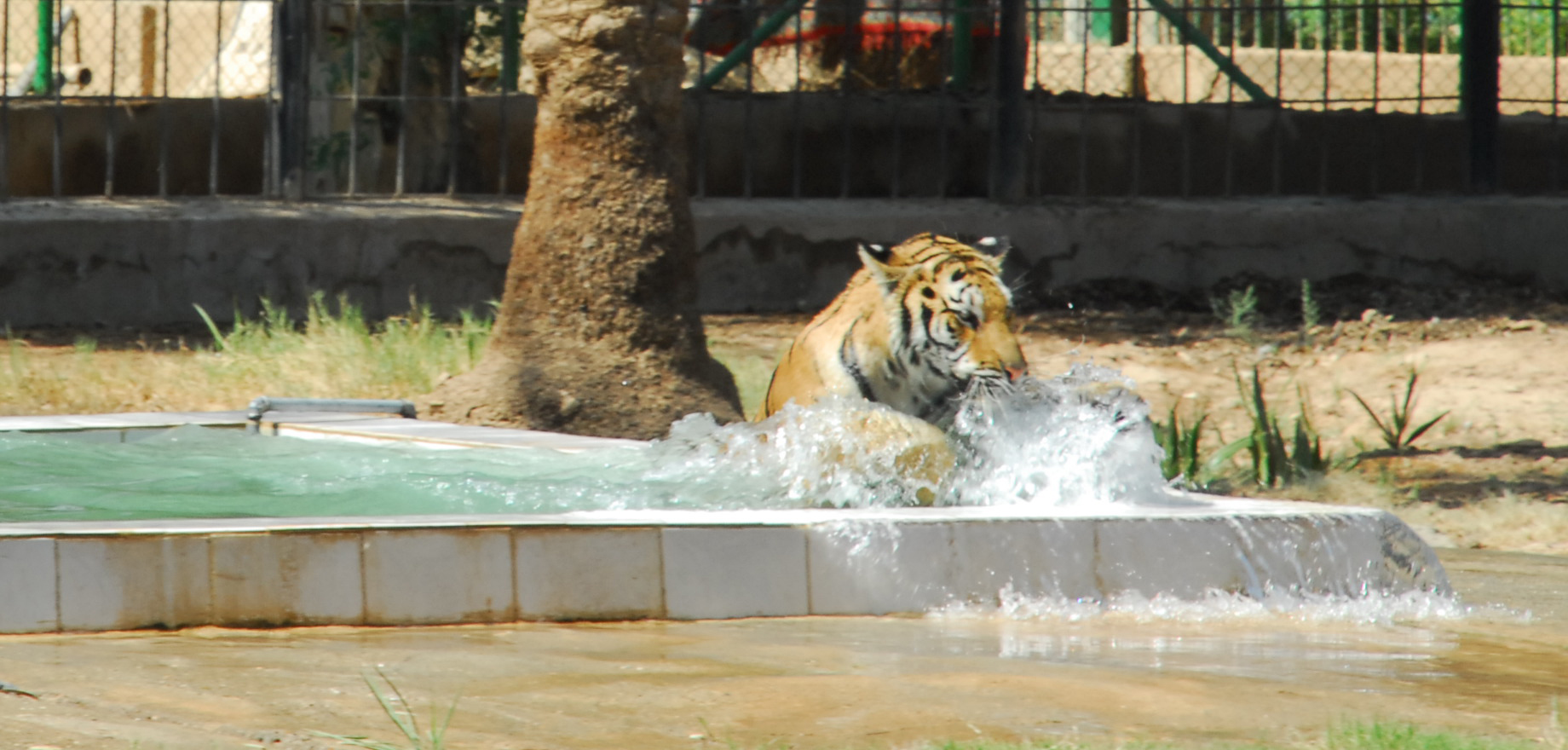
Hope jugando en su nueva piscina.

En 2008 el zoológico había crecido a alrededor de 800 animales, aunque la mayoría de estos eran pájaros. Los únicos animales grandes en el zoológico eran dos leonas, las únicas sobrevivientes de los 22 leones que había antes de la invasión. El 4 de agosto de 2008, el zoológico recibió dos cachorros de tigre (Hope y Riley) del Centro de Conservadores (con sede en Mebane, Carolina del Norte), un santuario de vida silvestre exótica.
Para el año 2009, el zoológico informaba que tenía cerca de 1070 animales. Para mantener la seguridad de los visitantes, el Parque Zawraa, en el que se encuentra el zoológico, es custodiado por unidades especiales de policía que resguardan otras instalaciones del gobierno. Los visitantes son registrados y las bolsas y cestas son revisadas en busca de explosivos. Aunque los números no pueden ser verificados, el director general de parques y jardines, Salah Abu al-Lail, esperaba cerca de 8 millones de visitantes al parque en 2009.